# Isaac Boye
Isaac Boye, född 5 januari 1997, är en nigeriansk fotbollsspelare.

## Klubbkarriär
Den 4 augusti 2017 skrev Boye på ett kontrakt med Örebro SK som sträcker sig över säsongen 2021. Boye beskrevs av Örebro SK:s sportchef Magnus Sköldmark som en av de bästa provspelarna han sett under sin tid som sportchef i ÖSK.
I mars 2019 lånades Boye ut till division 1-klubben Umeå FC på ett låneavtal över säsongen 2019. Han debuterade och gjorde ett mål för Umeå FC den 7 april 2019 i en 1–0-vinst över Team TG. I följande match gjorde Boye två mål i en 5–3-vinst över FC Linköping City.
I februari 2020 lånades Boye ut till Superettan-klubben Ljungskile SK på ett låneavtal över säsongen 2020. I augusti 2020 återvände han till Örebro SK då låneavtalet avbröts i förtid. I februari 2021 lånades Boye ut till IF Karlstad. Han gjorde 11 mål på 26 matcher i Ettan Norra 2021. I februari 2022 blev Boye klar för en permanent övergång till Karlstad Fotboll.